# Adams, Tennessee
Adams är en ort i Robertson County i delstaten Tennessee, USA.